# Lutzomyia chiapanensis
Lutzomyia chiapanensis är en tvåvingeart som först beskrevs av Dampf A. 1947.  Lutzomyia chiapanensis ingår i släktet Lutzomyia och familjen fjärilsmyggor. Inga underarter finns listade i Catalogue of Life.